# Tüngental
Tüngental ist ein Stadtteil von Schwäbisch Hall.

## Name
Im regionalen Dialekt wird das Dorf Dingldâ [ˈdɪŋlˌdə] genannt.

## Geographie
Tüngental ist einer der nach Fläche größten Stadtteile von Schwäbisch Hall, es nimmt nordöstlich der Stadt selbst einen Teil der Haller Ebene ein und zieht sich in dieser Richtung bis an den linken oberen Rand des steil eingeschnittenen unteren Bühlertals.  Der namengebende Hauptort liegt etwa sechs Kilometer ostnordöstlich der Stadtmitte von Hall und wird in west-östlicher Richtung vom Otterbach durchzogen, der im Ortsbereich erstmals eine deutliche Talmulde ausbildet und danach in seiner Muschelkalk-Klinge zur Bühler weiterläuft. Die deutlich kleineren Teilorte Altenhausen, Veinau, Ramsbach, Wolpertsdorf und Otterbach liegen in Abständen zwischen anderthalb und zweieinhalb Kilometern darum herum auf einem Bogen von West über Nord nach Ost. Veinau im Nordwesten entwässert über den Ölklingenbach zum Kocher, Wolpertsdorf im Nordosten steht schon unterhalb der Hangschulter am Bühlertalhang, die übrigen liegen alle im Einzugsgebiet des Otterbachs.
Die Landschaft im Stadtteil ist im Westteil flach bis flachhügelig, im Osten hügelig, hier zerfurchen zudem die Klingen von Otterbach und zulaufendem Rotbach die Hochebene. In ihren Steiltälern steht etwas geschlossener Wald, ebenso in der Nordspitze des Stadtteilgebietes. Vor diesem liegen um Ramsbach herum einige Waldinseln, wie man sie auch in seiner Ostspitze westlich-oberhalb von Oberscheffach findet. Der überwiegende Teil der Fläche aber ist offene Landschaft, auf der bei guter Entwässerung Ackerbau betrieben wird.

## Geschichte

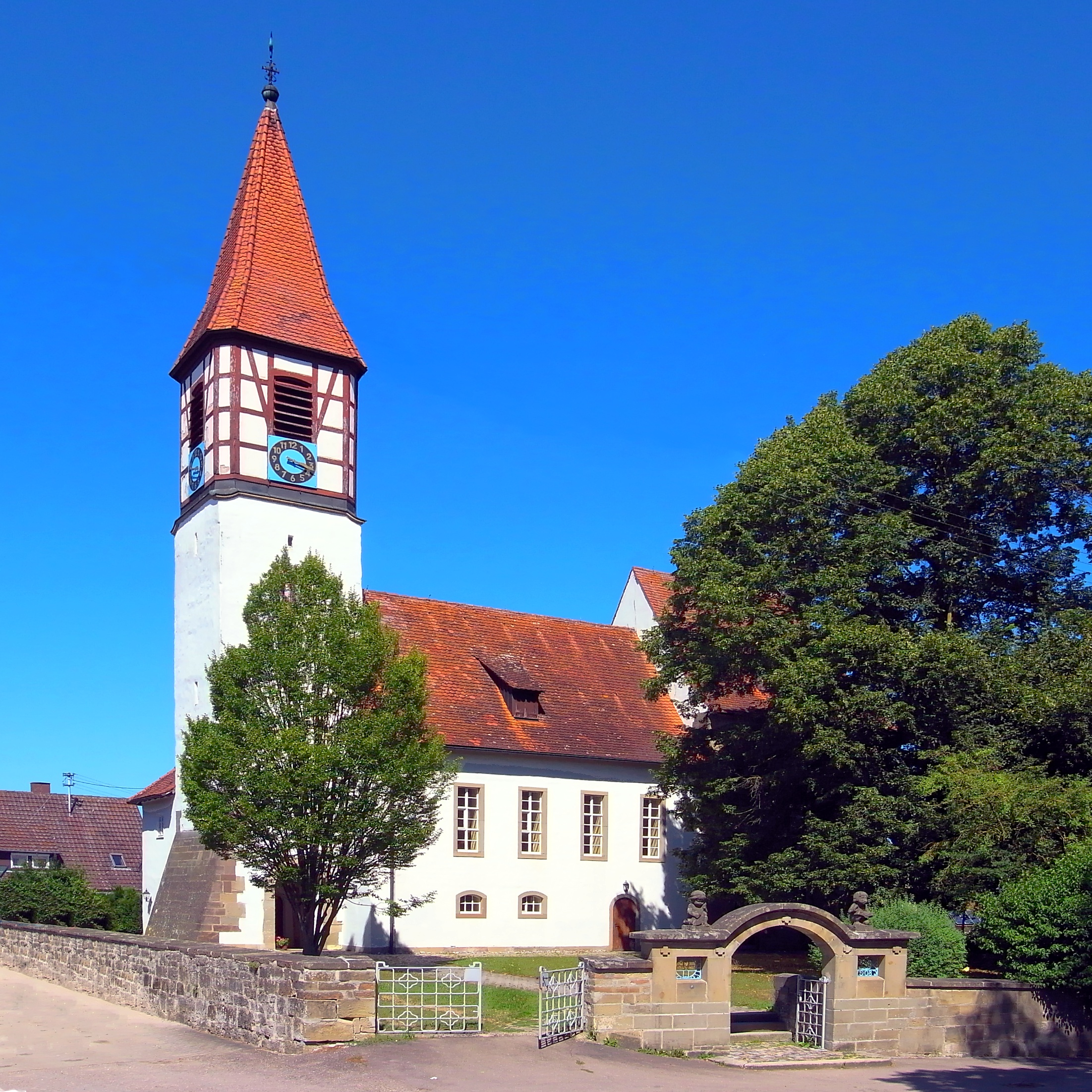
Ev. Pfarrkirche St. Maria

Tüngental wurde vermutlich von den Karolingern gegründet. Der Ortsname Dungetal erscheint gegen 1100 im Komburger Schenkungsbuch und zeigt eine alte Grafendingstätte an. Auch der Vogt der Abtei Komburg hielt dort den Gerichtstag ab.
1316 urkundet hier König Ludwig IV. 1449 wurde die Ortschaft im Städtekrieg niedergebrannt. Im Ort muss es einen oder mehrere Adelssitze gegeben haben. So waren die Adligen von Brunnen-Hopfach, die von Ramsbach und die von Hürlebach, aus dem Geschlecht von Enslingen im 15. Jahrhundert in Tüngental ansässig und wurden bei der Marienkirche begraben.
Der Ort kam Ende des Mittelalters fast gänzlich zur Reichsstadt Hall.
Dadurch wurde Tüngental Teil des Haller Landterritoriums und war dem hällischen Amt (In der) Schlicht unterstellt.
Nach Auflösung der Reichsstadt und Übernahme der Haller Landgebiete durch Württemberg im Jahr 1802 gehörte die Gemeinde zum neu gegründeten württembergischen Oberamt Hall, aus dem im Jahr 1934 der Kreis Hall und im Jahr 1941 der Landkreis Schwäbisch Hall hervorging.
Am Ende des Zweiten Weltkriegs im Jahr 1945 wurde Tüngental beim amerikanischen Einmarsch stark zerstört, auch die alte Kirche ging verloren.
Am 1. Januar 1972 wurde es gemeinsam mit den dazugehörigen Weilern Altenhausen, Otterbach, Ramsbach, Veinau und Wolpertsdorf nach Schwäbisch Hall eingemeindet.

## Zu Tüngental gehörende Parzellen
- Weiler Altenhausen
- Weiler Otterbach
- Weiler Ramsbach
- Weiler Veinau
- Weiler Wolpertsdorf mit der Schlossruine Bielriet

## Nahverkehr
Tüngental wird im öffentlichen Nahverkehr in der Regel von der Stadtbuslinie 5 Schwäbisch Hall–Ilshofen des Kreisverkehrs Schwäbisch Hall an bis zu zwei Haltestellen angefahren und geringfügig auch von der Linie 12.
Werktags hält der Stadtbus Nr. 5 stadtauswärts zwischen 7:25 Uhr morgens und 19:28 Uhr etwa zwei Dutzend Mal. Stadteinwärts gibt es wenige Halte mehr und die Bedienzeiten liegen früher zwischen 6:25 Uhr und 18:55 Uhr. Samstags hält der Bus in jeder Richtung bei verkürzter Verkehrszeit etwa zehn Mal, sonntags insgesamt nur achtmal. Hinzu kommt der nur stadtauswärts fahrende Nachtbus, der täglich zwischen 22:30 Uhr und 23:00 Uhr Station macht.
Am Wochenende fahren zudem in beiden Richtungen und an beiden Tagen zusammen acht Busse der Linie 12 über Tüngental.